# Tithoes
Tithoes es un género de escarabajos longicornios de la tribu Acanthophorini.

## Especies
- Tithoes confinis (Castelnau, 1840)
- Tithoes congolanus (Lameere, 1903)
- Tithoes digennaroi Bouyer, 2016
- Tithoes drumonti Bouyer, 2016
- Tithoes frontalis Harold, 1879
- Tithoes hassoni Bouyer, 2016
- Tithoes maculatus (Fabricius, 1793)
- Tithoes maculatus centralis (Lameere, 1903)
- Tithoes morettoi Bouyer, 2016
- Tithoes orientalis (Lameere, 1903)
- Tithoes somalius (Lameere, 1903)
- Tithoes yolofus (Dalman, 1817)